# Marquesado de Torralba (1650)
El marquesado de Torralba es un título nobiliario español de carácter hereditario que fue concedido por el rey Felipe IV el 20 de mayo de 1650 a favor de Benito de Trelles Coaña y Villamil, I príncipe de la Sala de Partinico (1660), caballero de la Orden de Santiago, señor de la villa de Valdeavellano (Guadalajara) y de varios feudos en Cerdeña y Sicilia, oidor en este reino y en el de Nápoles, presidente del Concejo de la Mesta, ministro de toga del Consejo y Cámara de Castilla, regente del Colateral de Nápoles y del Supremo de Italia y su alguacil mayor perpetuo. 

## Marqueses de Torralba
1. Benito de Trelles Coaña y Villamil, I marqués de Torralba (1650), I príncipe de la Sala de Partinico (1660). Casado en primeras nupcias con Teodora Carrillo de Albornoz, II marquesa de Bonanaro, poseedora de numeroesos feudos en el reino de Cerdeña, que incluían los estados de Torralba y Bonnanaro. Y en segundas nupcias con Isabella María Alliata, duquesa del Parque, hija de los príncipes de Villafranca en el reino de Sicilia, con prole masculina en que siguieron el ducado del Parque y principado de la Sala de Partinico. En el estado y marquesado de Torralba sucedió su hija del primer matrimonio:
2. Josefa María Trelles Simó Carrillo de Albornoz (test. 1713), II marquesa de Torralba y III de Bonanaro, casada con Lope Fernández de Miranda y Ponce de León, II marqués de Valdecarzana, padres de Sancho Fernández de Miranda y Trelles, III marqués de Valdecarzana.[1]